# Riberalta
Riberalta (spanisch ribera alta ‚hohes Ufer‘) ist eine Mittelstadt im Departamento Beni im Tiefland des südamerikanischen Andenstaates Bolivien.

## Lage im Nahraum
Riberalta ist die Verwaltungshauptstadt der Provinz Vaca Díez und der zentrale Ort des Municipios Riberalta. Die Stadt liegt auf einer Höhe von 144 m am rechten Ufer des Río Beni, der 156 Kilometer flussabwärts in den Río Mamoré mündet, einen Nebenfluss des Amazonas. Die Stadt Riberalta ist direkt gegenüber der Mündung des Río Madre de Dios in den Río Beni angelegt. Wegen der dicht oberhalb der Mündung des Río Beni gelegenen Stromschnellen von Cachuela Esperanza ist die Nutzung des Río Beni als Wasserweg trotz seiner Breite von 500 bis 1000 Meter nur begrenzt möglich.

## Geographie
Riberalta liegt im bolivianischen Teil des Amazonasbeckens in der nördlichen Ecke des Landes nahe der Grenze zu Brasilien.
Die mittlere Durchschnittstemperatur der Region liegt bei 26 °C und schwankt nur unwesentlich zwischen 25 °C im Mai und 27–28 °C von Dezember bis Februar (siehe Klimadiagramm Riberalta). Der Jahresniederschlag beträgt etwa 1300 mm, bei einer ausgeprägten Trockenzeit von Juni bis August mit Monatsniederschlägen unter 20 mm, und einer Feuchtezeit von Dezember bis Januar mit Monatsniederschlägen von mehr als 200 mm.

## Geschichte
Riberalta wurde vom Schweizer Federico Bodo Clausen und vom Hamburger Máximo Henicke am 3. Mai 1884 gegründet, amtlich wurde dies am 3. Februar 1897 anerkannt. Riberalta wurde zu einem Handelszentrum für Kautschuk und erlebte eine kurze Blütezeit. Mit der Erfindung des synthetischen Kautschuks um 1900 ging die Produktion jedoch rapide zurück.

## Bevölkerung
1902 hatte Riberalta 400 Einwohner, 1908 waren es bereits 2096 Einwohner und im Jahr 1911 dann 4020 Einwohner, davon 1670 Frauen, 36 Deutsche, 17 Schweizer und vier Österreicher.
Die Einwohnerzahl der Ortschaft ist in den vergangenen dreieinhalb Jahrzehnten weiter auf ein Mehrfaches angestiegen:
| Jahr | Einwohner | Quelle       |
| ---- | --------- | ------------ |
| 1976 | 18.032    | Volkszählung |
| 1992 | 43.454    | Volkszählung |
| 2001 | 64.511    | Volkszählung |
| 2012 | 78.754    | Volkszählung |
| 2024 |           | Volkszählung |

## Verkehrsnetz
Riberalta ist von den meisten bolivianischen Städten wie Santa Cruz de la Sierra oder La Paz aus am einfachsten per Flugzeug zu erreichen. Verkehrsflüge werden von verschiedenen bolivianischen Städten aus angeboten, Anfang 2006 wurde die Landepiste des Flughafens Riberalta asphaltiert.
Auf dem Nationalstraßennetz Boliviens erreicht man Riberalta über die knapp 700 Kilometer lange Ruta 8, die von Yucumo und Rurrenabaque aus das Departamento Beni in nordöstlicher Richtung durchquert, jedoch teilweise noch unbefestigt ist.
Eine weitere Straßenverbindung existiert vom brasilianischen Porto Velho nach Riberalta, die bei Guajará-Mirim den Río Mamoré überquert. Von Guayaramerín auf bolivianischer Seite aus verläuft hier das letzte Teilstück der Ruta 8 als mautpflichtige, asphaltierte Straße nach Riberalta mit regelmäßigen Busverbindungen.
Wichtigere innerstädtische Straßen sowie Verbindungsachsen sind gepflastert oder betoniert. Das am meisten genutzte Verkehrsmittel ist das Motorrad, so besitzt etwa ein Viertel der Bevölkerung ein Kleinmotorrad und das üblichste öffentliche Verkehrsmittel sind Motorrad-Taxis. Autos befinden sich dagegen in der Minderheit, Fahrräder werden auch sporadisch genutzt.

## Versorgung
Die Stadt Riberalta wird durch ein Erdöl-Kraftwerk mit Elektrizität versorgt. Vor allem im Übergang zwischen Tag und Nacht ist dieses bisweilen überlastet, so dass teilweise mit Stromausfällen gerechnet werden muss.
Das Leitungswasser kommt von einem Wasserturm. Alternativ kann durch Ziehbrunnen Grundwasser entnommen werden. Riberalta besitzt ein Abwassersystem, welches das Abwasser in eine Natur-Kläranlage transportiert.

## Wirtschaft
Die wichtigsten Einnahmequellen sind der Anbau und die Ernte von Paranüssen sowie Tropenholz. In und um Riberalta werden Backsteine (Adobes) aus Lehm produziert. Mit der Zunahme der Bevölkerungszahl nimmt der Dienstleistungssektor zu. So existieren inzwischen viele Läden für Konsumgüter oder Banken.

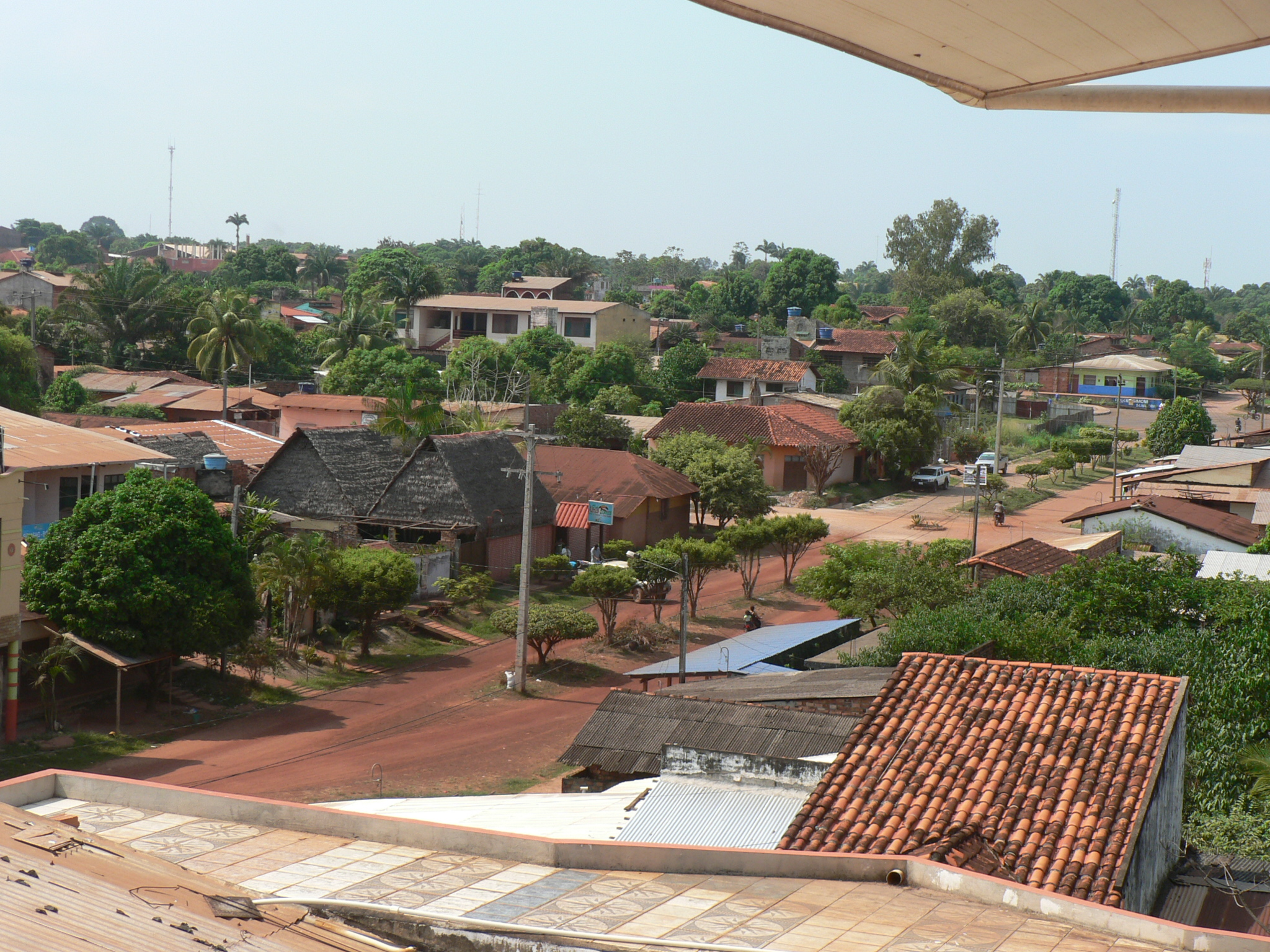
Blick über die Dächer von Riberalta

## Sonstiges
Riberalta ist eine klassische Reißbrettstadt. Die Gebäude bestehen außerhalb des Zentrums teilweise noch aus Holz und Lehm, die Dächer aus Palmenzweigen.
Rund 11 Kilometer vom Zentrum entfernt, in Richtung Guayaramerín, befindet sich im Urwald der „Esmeralda Parque Ecológico“. Es ist ein großzügig ausgebauter Park, errichtet von einem ausgewanderten Schweizer. In diesem Park bestehen Bademöglichkeiten und man kann sich bei Sport und Spiel erholen. Aufgrund der abgelegenen Lage und weil es in der Stadt keine echten Sehenswürdigkeiten gibt, kommen jedoch nur sehr wenige Touristen nach Riberalta.
Riberalta ist Sitz des Apostolischen Vikariats Pando der römisch-katholischen Kirche.

## Persönlichkeiten
- Alberto Conrad (1910–?), Schwimmer
- Alberto Natusch Busch (1933–1994), Präsident Boliviens
- Luis Morgan Casey (1935–2022), US-amerikanischer römisch-katholischer Bischof[5]